# Chinesische Kampfkünste

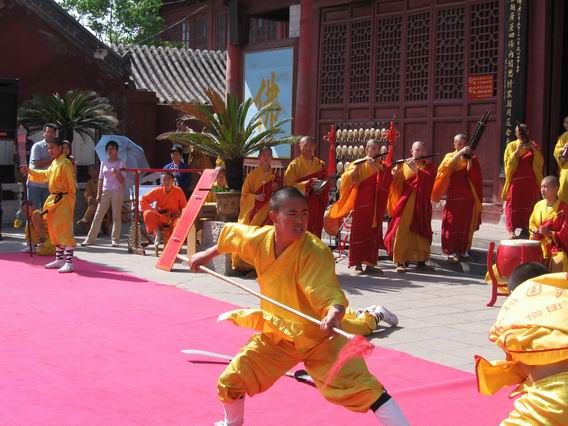
Demonstration einer Form der Shaolin-Kampfkünste im Daxiangguo-Kloster in Kaifeng, Henan, VR China

Als chinesische Kampfkünste werden alle Kampfkünste und Kampfsportarten bezeichnet, die aus China stammen. Für viele Stile wird der Begriff Kung Fu (chinesisch 功夫, Pinyin Gōngfu – „hart erarbeitete Fertigkeit“) verwendet, der im Chinesischen eigentlich eine umfassendere Bedeutung trägt, aber mittlerweile in China der vorherrschende Überbegriff für chinesische Kampfkünste ist. Andere Bezeichnungen sind Wǔshù (武術 / 武术 – „Kriegskunst“) oder Guóshù (國術 / 国术 – „Nationale Kunst“), früher war auch das Wort Quánfǎ (拳法, kantonesisch Kuen Fat – „Methode der Faust (-kampftechnik)“) gebräuchlich.

## Stile
Die Tradition der Kampfkünste Chinas reicht viele hundert Jahre zurück, so dass heutzutage mehrere hundert traditionelle und moderne chinesische Kampfkunststile und -systeme bekannt sind (siehe Liste der Kampfsportarten).

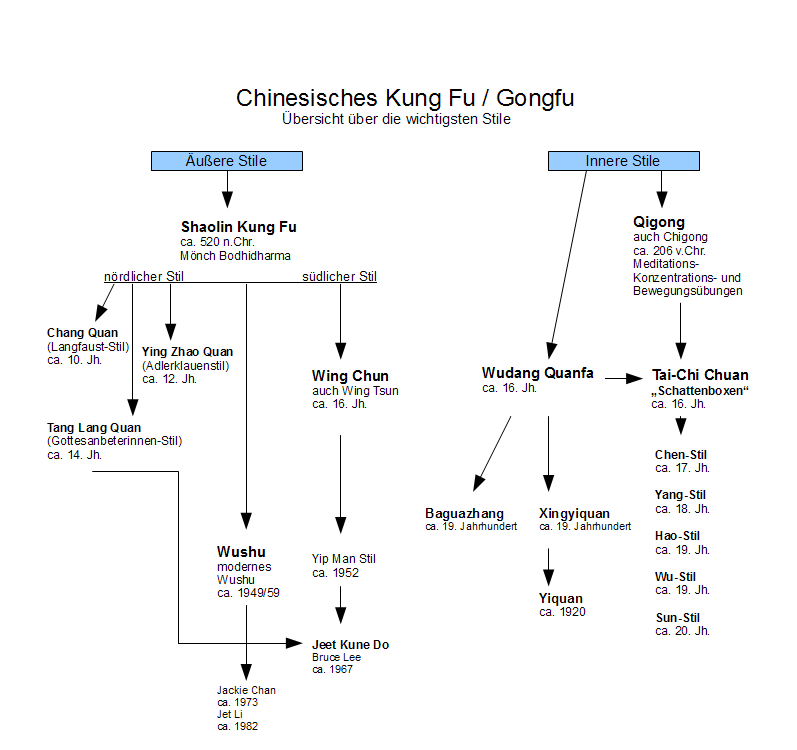
Chinesische Kampfkunststile und die wichtigsten Stilrichtungen

### Gemeinsamkeiten
Als Ursprung der meisten Stile werden häufig die Kampfkunst der buddhistischen Mönche des Shaolin-Klosters (Shaolin-Quanfa) oder die Kampfkünste der daoistischen Mönche aus den Wudang-Bergen betrachtet.
Generell dienen oder dienten viele Stile nicht nur der Selbstverteidigung oder der Anwendbarkeit im Kampf, sondern auch der Meditation, der Fitness oder der Gesundheitspflege. Vor allem heutzutage kommt zunehmend der Aspekt der Schaustellerei hinzu.
Viele Kampfkunststile beinhalten sowohl waffenlose als auch bewaffnete Techniken, wobei die unterschiedlichsten Waffen gebräuchlich sind.

### Innere und äußere Stile
Zur Unterscheidung zwischen den Stilen wird die jeweilige Herangehensweise an das Training und die kämpferische Auseinandersetzung untersucht. Fördert der Stil vorrangig die Erlangung von Geschicklichkeit, Abhärtung und Geschwindigkeit (Wai Gong – äußere Arbeit) und sind seine Techniken auf den Angriff ausgerichtet, nennt man ihn einen äußeren bzw. harten Stil (外家拳,  wàijiāquán). Viele dieser äußeren Stile werden auf das Shaolin-Boxen (Shaolinquan, 少林拳) zurückgeführt. Innere bzw. weiche Stile (內家拳,  nèijiāquán) hingegen legen den Schwerpunkt ihrer Arbeit auf die Entwicklung innerer Ruhe und ‚Unbeweglichkeit‘, welche durch die Angriffe des Gegners nicht erschüttert werden sollen. Der Gegner soll durch die Kontrolle seiner Schwachpunkte und durch Einsatz der inneren Kraft Qi (Nei Gong – innere Arbeit) besiegt werden. „Bewegung, Entspannung, Gleichgewicht und Ganzheit sind die großen Konzepte der inneren Kunst.“ Einer von vielen Legenden nach soll ein daoistischer Mönch namens Zhang Sanfeng (張三豐 / 张三丰,  Zhāng Sānfēng) vom Wudang Shan (武當山 / 武当山,  Wǔdāng Shān) der Begründer der inneren Stile sein.

### Nördliche und südliche Stile
In China werden die Stile häufig auch in nördliche und südliche Stile eingeteilt. Wesentliche Merkmale nach dieser Unterteilung sind:
- Nördlich: breite Stellungen, weit ausladende, sehr kraftvolle Techniken, Vielfalt an Würfen und Fußstößen
- Südlich: engere Stellungen, kurze Techniken, weniger Fußstöße, wenige Würfe

Der Grund für die Entwicklung der Stilrichtungen wird mit unterschiedlichen klimatischen Bedingungen sowie der körperlichen Konstitution begründet.

## Ausrüstung

### Kleidung
Üblich sind eine leichte, nicht einengende Hose und eine Jacke.
Als Schuhe sind leichte Segeltuchschuhe üblich.
Die Farbe der Kleidung kann in manchen Schulen etwas über die Rangstellung aussagen. So ist dem Meister üblicherweise die Farbe schwarz vorbehalten, der Schüler dagegen trägt weiß, der Meisterschüler rot oder gelb.

### Waffen
In den chinesischen Kampfkünsten sind zahlreiche Waffen gebräuchlich. Besonders häufig werden verwendet:
- Das chinesische Schwert (劍 / 剑,  Jiàn,  Chien)
- Der chinesische Säbel (刀,  Dāo,  Tao)
- Der Dreistock (三節棍 / 三节棍,  Sānjié Gùn,  San-Chieh-Kun)
- Der Langstock (棍,  Gùn,  Kun)
- Der Kurzstock (短棍,  Duǎngùn,  Tuan-Kun)
- Der Fächer (扇,  Shàn)
- Die Guan-Glefe / Guan-Hellebarde (關刀 / 关刀,  Guāndāo,  Kwantao, auch: 青龍偃月刀 / 青龙偃月刀,  Qīnglóng Yǎnyuèdāo,  Ch’ing-Lung Yen-Yüeh-Tao)
- Der Speer (槍 / 枪,  Qiang,  Ch’iang)
- Die Wurfpfeile / Wurfeisen (鏢 / 镖,  Biāo,  Piao)
- Die 9-Teile-Peitsche (九節鞭 / 九节鞭,  Jiǔjié Biān,  Chiu-Chieh-Pien)
- Das Nunchaku (雙節棍 / 双节棍,  Shuāngjié Gùn,  Shuang-Chieh-Kun)

Zu den selteneren Waffen gehören unter anderem:
- Die Pfeilspitze am Seil (繩鏢 / 绳镖,  Shéngbiāo,  Sheng-Piao) siehe Rope Dart
- Die Hakenschwerter (雙鉤 / 双钩,  Shuānggōu,  Shuang-Kou)
- Die Peitsche (鞭,  Biān,  Pien)
- Die Bank (Möbelstück) (凳,  Dèng,  Teng, genauer: 長凳 / 长凳,  chángdèng)[5]
- Die Mondsichelschaufel (月牙鏟 / 月牙铲,  Yuèyáchǎn,  Yüeh-Ya-Ch’an)
- Der Meteorhammer (流星錘 / 流星锤,  Liúxīngchuí,  Liu-Hsing-Ch’ui)
- Die Emei-Stichnadeln (峨嵋刺, chinesisch 峨眉刺, Pinyin Éméicì, W.-G. E-Mei-Tz’u)

## Ausbildung
In China steigen schon Kinder unter fünf Jahren ins Kung-Fu-Training ein.
In der Regel erfordert es einige Jahrzehnte, die Meisterschaft in einer Kampfkunst zu erreichen. Der Lernprozess folgt bei den meisten Stilen ungefähr nach dem folgenden Muster, wobei die einzelnen Stufen von Stil zu Stil sehr unterschiedlich schnell aufeinander folgen können.

### Grundlagen
Anfangs erlernt ein Schüler vor allem die Grundlagen des Kampfkunststils. Diese dienen einerseits dem Erlernen von Grundtechniken wie Stellungen und Bewegungsprinzipien und der Entwicklung des der Kampfkunst eigenen Körpergefühls, andererseits der Erhöhung der Gesamtbeweglichkeit und Ausdauer, der Kräftigung und Dehnung von Muskeln, Bändern und Sehnen.

### Form
Dann lernt ein Schüler eine sogenannte Form (套路,  Tàolù). Diese dient dazu, die Grundtechniken des Stils möglichst genau zu verinnerlichen, ohne dabei von der Anwendung im Kampf abgelenkt zu werden. Daher werden Formen zuweilen auch langsam geübt.
Üblicherweise wird dabei mit einer waffenlosen Form begonnen und bei einem fortgeschrittenen Schüler mit Waffenformen fortgefahren. Neben den Soloformen, die von einem Schüler alleine geübt werden, gibt es auch Partnerformen, bei denen einstudierte Kampfchoreographien von zwei oder mehr Kämpfern praktiziert werden.

### Anwendung
Erst später wird die Anwendung der Techniken in den Vordergrund gestellt. Dies sind typischerweise zunächst Partnerformen oder vorher festgelegte Angriffe und Reaktionen darauf. Der Freikampf ist die letzte Stufe des Lernens.

## Die chinesischen Kampfkünste in China

### Geschichte

#### Frühzeit
Kampfsport wurde in der Qin-Dynastie (221–207 v. Chr.) von daoistischen Priestern ausgeübt. Ursprünglich dienten die Übungen zum Erhalt des „Gleichgewichts mit dem Himmel“; als „Kampf gegen Dämonen“.

#### Einfluss des Buddhismus
In der Folgezeit wurde in der Entwicklung des Wushu eine Veränderung des geistigen Hintergrundes immer mehr spürbar: war zunächst die daoistische Philosophie stärkste Kraft, so wurde nun der buddhistische Einfluss immer größer. Während der Tang-Dynastie war der Punkt erreicht, an dem beide Strömungen sich miteinander im Gleichgewicht hielten.
Ein wichtiger Meilenstein in der Entwicklung des Kung Fu bildete die Ankunft Bodhidharmas in China. Dieser indische Mönch war im Jahr 527 in das heute noch berühmte Kloster Shaolin gekommen. Das Kloster war im Jahr 495 unter der Herrschaft des Kaisers Toba Hongyan der nördlichen Wei-Dynastie gegründet worden und befindet sich 13 km nordwestlich der Kreisstadt Dengfeng. Hier gründete nun Bodhidharma (chin. Damo, 達摩) seine Schule des Chan-Buddhismus, besser bekannt unter der japanischen Bezeichnung Zen. Bodhidharma beschränkte seine Lehrtätigkeit aber nicht auf die geistige Lehre, sondern er ersann auch jene Techniken zur körperlichen Ertüchtigung, die man später zur Shaolin-Kampfkunst weiterentwickelte. Die Shaolin-Mönche machten sich erstmals einen Namen, als eine von ihnen gebildete Eliteeinheit dem zweiten Tang-Kaiser Li Shimin (598–649) als Leibwache diente.
Das Erlernen der Kampfkünste beruhte in Shaolin letztlich auf fünf Prinzipien, die das Fundament aller Schulen chinesischer Kampfkunst bildeten:
1. Allmähliche Belastungssteigerungen, keine plötzlichen Veränderungen und Verletzungen zulassen.
2. Das ganze Leben lang intensiv, ausdauernd und ohne Unterbrechung üben.
3. Mäßigung im Essen einhalten und kein Fleisch essen, Alkoholgenuss und Ausschweifungen unterlassen.
4. Unter allen Umständen Ruhe und Gelassenheit bewahren, indem man sich an die Einheit von Tod und Leben erinnert.
5. Das strenge Ritual einhalten und immer den festgelegten Traditionen folgen.

Die Übungssysteme wurden immer mehr verfeinert und ihre Effektivität erhöht. Diese Entwicklung fand ihren Höhepunkt in der Tang-Dynastie (618–907). In dieser kulturellen Blütezeit wurden auch viele Schulen für Kampfkunst und Medizin gegründet. Die Leitung dieser Schulen, die für jedermann zugänglich waren, lag nicht nur in privaten Händen, sondern wurde auch staatlich gefördert und in Form von Soldatenschulen organisiert.
Am Ende der Tang-Dynastie folgten schwere Zeiten für den Buddhismus. Im Jahre 851 erhob sich ein Aufstand der Bauern und Soldaten, 852 folgte ein weiterer in Hunan. Dies waren Vorboten eines großen Bauernkrieges von 874 bis 901. Bei der Unterdrückung dieser Erhebungen führte die Regierung auch einen Schlag gegen die buddhistische Geistlichkeit, die sie für eine der Quellen des Aufruhrs hielt. Im Laufe der darauf folgenden Jahre wurden 4500 große buddhistische Klöster und etwa 40.000 Tempel zerstört. Auch Shaolin mit all seinen „Filialen“ entging diesem Schicksal nicht. Die Mönche wurden aus ihren Klöstern vertrieben und zerstreuten sich im ganzen Land. Befreit von den Klostermauern konnte sich die Kampfkunst der Shaolin so den Volksmassen erschließen.

#### Wiederbelebung im 19. Jahrhundert
Gegen Ende des 19. Jahrhunderts wurden die traditionellen chinesischen Kampfkünste in China als Volksschatz, Kulturerbe und Selbstverteidigungsmethode wiederentdeckt. Die militärische Schwäche des Kaiserreichs und der steigende Einfluss europäischer Großmächte, Japan und der USA (siehe auch Kanonenbootpolitik) veranlasste viele Chinesen, mithilfe traditioneller Kampfkünste gegen westliche Kolonisierung und chinesische Christen vorzugehen, beispielsweise während des Boxeraufstands. In dieser für viele Chinesen demütigenden Zeit wurden Kampfkünstler wie Huo Yuanjia und Wong Fei Hung wie Volkshelden verehrt und galten als Symbol für chinesische Selbstbehauptung in Zeiten der ungleichen Verträge.

#### Situation in der Volksrepublik China
In den 1950er Jahren wurde von der Regierung der Volksrepublik China ein Sportverband gegründet, in dem viele Wushu-Meister mitwirken sollten, um einen Kanon von Standardformen und Kategorien der Kampfkünste zu entwickeln. Modernes Wushu wurde 1959 von der chinesischen Regierung offiziell anerkannt. Gleichzeitig wurde die bisherige Trennung der traditionellen Kampfkünste nach Stilen und Systemen offiziell aufgehoben. Insbesondere während der Kulturrevolution (1966–1976) wurden die traditionellen Kampfkünste unterdrückt und Lehrer und Schüler staatlich verfolgt. Nur die Ausübung und Weitergabe der standardisierten Formen des „modernen Wushu“ unter Kontrolle des staatlichen Wushu-Verbandes war erwünscht.
Dies führte dazu, dass zahlreiche Meister der traditionellen Kampfkünste die Kampfkünste im Untergrund weitergaben oder China verließen und nach Taiwan, Hongkong oder andere Länder flohen und sich das traditionelle Wushu auf diese Weise in der Welt verbreitete.
Seit dem Ende der Kulturrevolution hat sich die Lage für die traditionellen Kampfkünste wieder entspannt. Mittlerweile werden auch die traditionellen Kampfkünste von der chinesischen Regierung wieder gefördert.

### Legenden
Kampfkünste nehmen eine zentrale Rolle in den traditionellen chinesischen Wuxia-Erzählungen (武俠 / 武侠,  wǔxiá – „ritterliche Held (bewandert in Wushu)“, 俠義 / 侠义,  xiáyì – „Ritterlichkeit“) ein. Wuxia sind märchenhafte Erzählungen, in denen Kampfkünstler über mythische Fähigkeiten verfügen. Dazu gehören beispielsweise Levitation, Zauberei, Heilkräfte und übermenschlich starke Kampffähigkeiten. Filme wie A Chinese Ghost Story und Tiger and Dragon griffen diesen Mythos auf und werden daher auch als Wuxia-Filme bezeichnet.
Ein chinesischer Nationalheld war z. B. der berühmte Arzt Wong Fei Hung, der zur Zeit der Boxeraufstände lebte und durch seine vermittelnde Haltung, seinen Gerechtigkeitssinn und seinen Einsatz für die arme Bevölkerung über seinen Tod hinaus berühmt wurde.
Ein weiterer legendärer Kampfkünstler des späten 19. und frühen 20. Jahrhunderts war Huo Yuanjia, der sich in Zeiten westlicher Hegemonie für chinesische Selbstbestimmung und die chinesischen Kampfkünste einsetzte.

### Literarische Rezeption
Wushu spielt eine tragende Rolle in den chinesischen Wuxia-Romanen. Als Vorläufer der Wuxia-Literatur können drei klassische chinesische Romane gelten:
- 西游记 (xīyóujì) Wu Ch’êng-Ên: Der rebellische Affe oder Die Reise nach Westen
- 水浒传 (shuǐhǔzhuàn) Schi Nai’an: Die Räuber vom Liang-Schan-Moor
- 三国演义 (sānguóyǎnyì) Luo Guanzhong: Die drei Reiche (online auf threekingdoms.com)

## Die chinesischen Kampfkünste im Westen
Im Westen sind die chinesischen Kampfkünste erst im Verlauf der zweiten Hälfte des 20. Jahrhunderts populär geworden.
Die Fernsehserie Kung Fu aus den 70er Jahren gehört wohl zu den ersten filmischen Präsentationen von Kung-Fu im Westen, auch wenn David Carradines eher mäßige Fähigkeiten als Kampfkünstler nicht sonderlich repräsentativ für die Kampfkünste waren. Zu Berühmtheit kamen die Kampfkünste erst mit den sogenannten Eastern sowie mit Hollywood-Produktionen über asiatischen Kampfsport, wie Karate Kid und Karate Tiger. Der bekannteste Hauptdarsteller des Genres dürfte nach wie vor Bruce Lee sein, doch auch diverse andere Darsteller wie Jackie Chan, Jet Li, Mark Dacascos und Michelle Yeoh begründen ihre Bekanntheit auf Filmen des Genres. Viele Darsteller erhielten ihre Ausbildung in traditionellen chinesischen Operschulen (Jackie Chan, Sammo Hung) oder waren anerkannte Kampfsportmeister ohne vorherige Schauspielerfahrung (Jet Li, Chuck Norris).
Im Zuge der Popularität der Eastern bildeten sich auch im Westen immer mehr Kampfkunstschulen, verstärkt durch die restriktive Politik der Kulturrevolution, die viele chinesische Kampfkünstler zur Flucht in den Westen zwang. Ein weiterer Grund für die Verbreitung der Kampfkünste war, dass in den Jahrzehnten nach der Xinhai-Revolution chinesische Traditionen aufgebrochen wurden, die die Unterweisung von Fremden oder gar Ausländern, insbesondere einem unter traditionellen Kampfkünstlern verhassten „Gweilo“ (Geistermensch) (siehe Boxeraufstand), strikt untersagt hätten.
Ironischerweise geben sich einige Schulen für chinesische Kampfkunst im Westen den Ruf, alte Traditionen zu bewahren. Daher werben die Anbieter häufig damit, einen besonders alten, „authentischen“, traditionellen oder „originalen“ Kampfkunststil anzubieten. In der Regel ist die fantastische Geschichte der meisten Stile jedoch auf Legenden und Probleme bei der Übersetzung zurückzuführen oder die neuere Geschichte des Stiles wird verschwiegen. Tatsächlich ist der Großteil der Kampfkunststile in der heute vermittelten Form nur höchstens wenige hundert Jahre alt.
Besonders bekannt sind in Deutschland vor allem die Shaolin-Kampfkünste, das Wing Chun (Wing Tsun, Ving Tsun), das Taijiquan (allg. bekannt unter der Abkürzung Tai Chi), ferner auch das Tang Lang Quan und Hung Gar Kuen.